# Ecnomus concavus
Ecnomus concavus är en nattsländeart som beskrevs av Douglas E. Kimmins 1957. Ecnomus concavus ingår i släktet Ecnomus och familjen trattnattsländor. Inga underarter finns listade i Catalogue of Life.